# Aachener Turn- und Sportverein Alemannia 1900 1981-1982
Questa voce raccoglie le informazioni riguardanti l'Aachener Turn- und Sportverein Alemannia 1900 nelle competizioni ufficiali della stagione 1981-1982.

## Stagione
Nella stagione 1981-1982 l'Alemannia, allenato da Erhard Ahmann, Ernst-Günter Habig, Horst Buhtz e Josef Martinelli, concluse il campionato di 2. Bundesliga al 9º posto. In Coppa di Germania l'Alemannia fu eliminato al terzo turno dall'Amburgo.

## Rosa
| N. |                     | Ruolo | Calciatore       |
| -- | ------------------- | ----- | ---------------- |
|    | Germania (bandiera) | P     | Wolfgang Dramsch |
|    | Germania (bandiera) | P     | Johannes Kau     |
|    | Germania (bandiera) | D     | Norbert Dörmann  |
|    | Germania (bandiera) | D     | Dietmar Grabotin |
|    | Germania (bandiera) | D     | Rolf Grünther    |
|    | Germania (bandiera) | D     | Manfred Jansen   |
|    | Spagna (bandiera)   | D     | Jo Montanes      |
|    | Germania (bandiera) | D     | Werner Malischke |
|    | Germania (bandiera) | D     | Holger Neumann   |
|    | Germania (bandiera) | D     | Jost Nobis       |
|    | Germania (bandiera) | D     | Bernhard Olck    |
|    | Germania (bandiera) | D     | Mathias Schipper |
|    | Germania (bandiera) | C     | Helmut Balke     |

| N. |                     | Ruolo | Calciatore          |
| -- | ------------------- | ----- | ------------------- |
|    | Germania (bandiera) | C     | Werner Bertrams     |
|    | Germania (bandiera) | C     | Norbert Buschlinger |
|    | Germania (bandiera) | C     | Hubert Clute-Simon  |
|    | Germania (bandiera) | C     | Frank Elser         |
|    | Germania (bandiera) | C     | Helmut Frantzen     |
|    | Germania (bandiera) | C     | Dietmar Poqué       |
|    | Germania (bandiera) | C     | Helmut Schütt       |
|    | Germania (bandiera) | C     | Hartmut Sinnigen    |
|    | Galles (bandiera)   | C     | Wayne Thomas        |
|    | Germania (bandiera) | A     | Ralf Augustin       |
|    | Germania (bandiera) | A     | Heinz-Josef Kehr    |
|    | Germania (bandiera) | A     | Norbert Runge       |
|    | Germania (bandiera) | A     | Arno Wolf           |

## Organigramma societario
Area tecnica
- Allenatore: Horst Buhtz
- Allenatore in seconda: Willi Haag
- Preparatore dei portieri:
- Preparatori atletici:

## Calciomercato

### Sessione estiva
| Acquisti | Acquisti            | Acquisti          | Acquisti |
| R.       | Nome                | da                | Modalità |
| -------- | ------------------- | ----------------- | -------- |
| A        | Ralf Augustin       | Borussia Dortmund |          |
| C        | Norbert Buschlinger | Kaiserslautern    |          |
| D        | Norbert Dörmann     | Borussia Dortmund |          |
| C        | Frank Elser         | Stoccarda         |          |
| D        | Rolf Grünther       | Monaco 1860       |          |
| D        | Jost Nobis          | SV Baesweiler     |          |
| D        | Bernhard Olck       | SG 99 Andernach   |          |

| Cessioni | Cessioni          | Cessioni                | Cessioni |
| R.       | Nome              | a                       | Modalità |
| -------- | ----------------- | ----------------------- | -------- |
| C        | Michael Schleiden | Alemannia Aquisgrana II |          |

### Sessione invernale
| Acquisti | Acquisti | Acquisti | Acquisti |
| R.       | Nome     | da       | Modalità |
| -------- | -------- | -------- | -------- |

| Cessioni | Cessioni | Cessioni | Cessioni |
| R.       | Nome     | a        | Modalità |
| -------- | -------- | -------- | -------- |

## Risultati

### 2. Bundesliga

#### Girone di andata
| Arbitro: | Linn |

|              |           |                   |
| Schipper 14’ | Marcatori | 79’ Steinkirchner |

| Arbitro: | Horstmann |

|            |           |  |
| Zimmer 38’ | Marcatori |  |

| Arbitro: | Hennig |

|                                |           |  |
| Elser 45’ Clute-Simon 78’, 80’ | Marcatori |  |

| Arbitro: | Dellwing |

|            |           |  |
| Krause 60’ | Marcatori |  |

| Arbitro: | Barnick |

|                      |           |  |
| Clute-Simon 56’, 63’ | Marcatori |  |

| Arbitro: | Osmers |

|             |           |  |
| Lehmann 63’ | Marcatori |  |

| Arbitro: | Werner |

|                                    |           |               |
| Sinnigen 62’ Dörmann 73’ Runge 80’ | Marcatori | 12’, 90’ Lenz |

| Arbitro: | Huster |

|            |           |              |
| Derigs 40’ | Marcatori | 31’ Sinnigen |

| Arbitro: | Ross |

|                        |           |  |
| Drexler 14’ Janzon 49’ | Marcatori |  |

| Arbitro: | Malbranc |

|                       |           |            |
| Runge 19’ Dörmann 39’ | Marcatori | 18’ Walter |

| Arbitro: | Ulm |

|  |           |                         |
|  | Marcatori | 35’ Schipper 81’ Jansen |

| Arbitro: | Brehm |

|                              |           |                             |
| Clute-Simon 2’, 59’ Kehr 76’ | Marcatori | 4’ Goll 39’ Schatzschneider |

| Worms 24 ottobre 1981, ore 15:00 CET 13ª giornata | Wormatia Worms | 0 – 0 referto | Alemannia Aquisgrana | Wormatia-Stadion (3 500 spett.)\| Arbitro: \| Glaw \| |
| Arbitro:                                          | Glaw           |               |                      |                                                       |

| Arbitro: | Jupe |

|                      |           |  |
| Clute-Simon 61’, 68’ | Marcatori |  |

| Arbitro: | Schraivogel |

|                                            |           |                     |
| Remark 12’ Beck 54’ Mohr 57’ Killmaier 75’ | Marcatori | 61’ (rig.) Schipper |

| Arbitro: | Möller |

|                     |           |  |
| Schipper 43’ (rig.) | Marcatori |  |

| Arbitro: | Ermer |

|                 |           |  |
| Birner 52’, 68’ | Marcatori |  |

| Aquisgrana 10 gennaio 1982, ore 15:00 CET 18ª giornata | Alemannia Aquisgrana | 0 – 0 referto | Hessen Kassel | Stadio Tivoli (6 000 spett.)\| Arbitro: \| Neuner \| |
| Arbitro:                                               | Neuner               |               |               |                                                      |

| Arbitro: | Michel |

|                 |           |  |
| Grillemeier 45’ | Marcatori |  |

#### Girone di ritorno
| Arbitro: | Glaw |

|                                  |           |  |
| Nickel 22’ Turcik 78’ Täuber 83’ | Marcatori |  |

| Arbitro: | Reichmann |

|  |           |           |
|  | Marcatori | 9’ Zimmer |

| Arbitro: | Niebergall |

|             |           |                                |
| Reiners 85’ | Marcatori | 7’, 70’ Jansen 90’ Clute-Simon |

| Arbitro: | Redelfs |

|                                                        |           |                                   |
| Grünther 37’, 48’ Dörmann 42’ Wolf 56’, 77’ Jansen 81’ | Marcatori | 12’ Franusch 14’ Höfer 67’ Martin |

| Arbitro: | Osmers |

|                   |           |           |
| Völler 80’ (rig.) | Marcatori | 32’ Balke |

| Arbitro: | Gabor |

|                 |           |  |
| Clute-Simon 61’ | Marcatori |  |

| Arbitro: | Schraivogel |

|  |           |             |
|  | Marcatori | 30’ Dörmann |

| Arbitro: | Risse |

|                          |           |  |
| Bertrams 8’ Grünther 58’ | Marcatori |  |

| Arbitro: | Pauly |

|                          |           |                       |
| Clute-Simon 4’ Elser 41’ | Marcatori | 74’ Geier 75’ Tüfekçi |

| Mannheim 3 aprile 1982, ore 15:00 CEST 29ª giornata | Waldhof Mannheim | 0 – 0 referto | Alemannia Aquisgrana | Stadion am Alsenweg (8 000 spett.)\| Arbitro: \| Werner \| |
| Arbitro:                                            | Werner           |               |                      |                                                            |

| Arbitro: | Linn |

|                                             |           |  |
| Dörmann 39’ Clute-Simon 40’, 55’ Thomas 74’ | Marcatori |  |

| Arbitro: | Jupe |

|                                |           |          |
| Gorski 13’ Schatzschneider 55’ | Marcatori | 66’ Wolf |

| Arbitro: | Heitmann |

|              |           |                 |
| Grabotin 53’ | Marcatori | 84’ Hönnscheidt |

| Fürth 24 aprile 1982, ore 15:00 CEST 33ª giornata | Fürth   | 0 – 0 referto | Alemannia Aquisgrana | Sportpark Ronhof (4 200 spett.)\| Arbitro: \| Hellwig \| |
| Arbitro:                                          | Hellwig |               |                      |                                                          |

| Arbitro: | Wiesel |

|                |           |          |
| Clute-Simon 5’ | Marcatori | 82’ Mohr |

| Arbitro: | Malbranc |

|  |           |               |
|  | Marcatori | 37’, 72’ Wolf |

| Arbitro: | Ahlenfelder |

|            |           |            |
| Dörmann 9’ | Marcatori | 76’ Binder |

| Arbitro: | Ermer |

|                               |           |  |
| Zaczyk 10’ Münn 29’ Hampl 67’ | Marcatori |  |

| Arbitro: | Ulm |

|  |           |            |
|  | Marcatori | 17’ Sekula |

### Coppa di Germania
| Saarbrücken 29 agosto 1981 Primo turno | Saarbrücken | 0 – 0 (d.t.s.) referto | Alemannia Aquisgrana | Ludwigsparkstadion (2 800 spett.)\| Arbitro: \| Eli \| |
| Arbitro:                               | Eli         |                        |                      |                                                        |

| Arbitro: | Puchalski |

|                    |           |            |
| Kehr 21’ Runge 30’ | Marcatori | 74’ Reiter |

| Arbitro: | Uhlig |

|                              |           |         |
| Grünther 16’ Clute-Simon 51’ | Marcatori | 45’ Löw |

| Arbitro: | Brückner |

|  |           |                                        |
|  | Marcatori | 1’ Memering 21’ Hieronymus 47’ Hartwig |

## Statistiche

### Statistiche di squadra
| Competizione      | Punti | In casa | In casa | In casa | In casa | In casa | In casa | In trasferta | In trasferta | In trasferta | In trasferta | In trasferta | In trasferta | Totale | Totale | Totale | Totale | Totale | Totale | DR |
| Competizione      | Punti | G       | V       | N       | P       | Gf      | Gs      | G            | V            | N            | P            | Gf           | Gs           | G      | V      | N      | P      | Gf     | Gs     | DR |
| ----------------- | ----- | ------- | ------- | ------- | ------- | ------- | ------- | ------------ | ------------ | ------------ | ------------ | ------------ | ------------ | ------ | ------ | ------ | ------ | ------ | ------ | -- |
| 2. Bundesliga     | 41    | 19      | 11      | 6       | 2       | 35      | 16      | 19           | 4            | 5            | 10           | 12           | 23           | 38     | 15     | 11     | 12     | 47     | 39     | +8 |
| Coppa di Germania | -     | 3       | 2       | 0       | 1       | 4       | 5       | 1            | 0            | 1            | 0            | 0            | 0            | 4      | 2      | 1      | 1      | 4      | 5      | -1 |
| Totale            | 41    | 22      | 13      | 6       | 3       | 39      | 21      | 20           | 4            | 6            | 10           | 12           | 23           | 42     | 17     | 12     | 13     | 51     | 44     | +7 |

### Andamento in campionato
| Giornata  | 1 | 2  | 3 | 4  | 5  | 6  | 7 | 8  | 9  | 10 | 11 | 12 | 13 | 14 | 15 | 16 | 17 | 18 | 19 | 20 | 21 | 22 | 23 | 24 | 25 | 26 | 27 | 28 | 29 | 30 | 31 | 32 | 33 | 34 | 35 | 36 | 37 | 38 |
| --------- | - | -- | - | -- | -- | -- | - | -- | -- | -- | -- | -- | -- | -- | -- | -- | -- | -- | -- | -- | -- | -- | -- | -- | -- | -- | -- | -- | -- | -- | -- | -- | -- | -- | -- | -- | -- | -- |
| Luogo     | C | T  | C | T  | C  | T  | C | T  | T  | C  | T  | C  | T  | C  | T  | C  | T  | C  | T  | T  | C  | T  | C  | T  | C  | T  | C  | C  | T  | C  | T  | C  | T  | C  | T  | C  | T  | C  |
| Risultato | N | P  | V | P  | V  | P  | V | N  | P  | V  | V  | V  | N  | V  | P  | V  | P  | N  | P  | P  | P  | V  | V  | N  | V  | V  | V  | N  | N  | V  | P  | N  | N  | N  | V  | N  | P  | P  |
| Posizione | 7 | 15 | 6 | 14 | 10 | 14 | 9 | 12 | 14 | 13 | 8  | 6  | 6  | 4  | 6  | 4  | 8  | 7  | 9  | 10 | 12 | 11 | 11 | 11 | 9  | 7  | 5  | 5  | 6  | 6  | 8  | 8  | 7  | 7  | 7  | 7  | 9  | 9  |

Legenda:

Luogo: C = Casa; T = Trasferta. Risultato: V = Vittoria; N = Pareggio; P = Sconfitta.

### Statistiche dei giocatori
| Giocatore      | 2. Bundesliga | 2. Bundesliga | 2. Bundesliga | 2. Bundesliga | Coppa di Germania | Coppa di Germania | Coppa di Germania | Coppa di Germania | Totale   | Totale | Totale      | Totale     |
| Giocatore      | Presenze      | Reti          | Ammonizioni   | Espulsioni    | Presenze          | Reti              | Ammonizioni       | Espulsioni        | Presenze | Reti   | Ammonizioni | Espulsioni |
| -------------- | ------------- | ------------- | ------------- | ------------- | ----------------- | ----------------- | ----------------- | ----------------- | -------- | ------ | ----------- | ---------- |
| R. Augustin    | 6             | 0             | 0             | 0             | 1                 | 0                 | 0                 | 0                 | 7        | 0      | 0           | 0          |
| H. Balke       | 28            | 1             | 6             | 0             | 2                 | 0                 | 1                 | 0                 | 30       | 1      | 7           | 0          |
| W. Bertrams    | 12            | 1             | 0             | 0             | 0                 | 0                 | 0                 | 0                 | 12       | 1      | 0           | 0          |
| N. Buschlinger | 21            | 0             | 2             | 0             | 3                 | 0                 | 0                 | 0                 | 24       | 0      | 2           | 0          |
| H. Clute-Simon | 37            | 14            | 2             | 0             | 3                 | 1                 | 1                 | 0                 | 40       | 15     | 3           | 0          |
| W. Dramsch     | 38            | 0             | 0             | 0             | 4                 | 0                 | 0                 | 0                 | 42       | 0      | 0           | 0          |
| N. Dörmann     | 35            | 6             | 4             | 0             | 4                 | 0                 | 0                 | 0                 | 39       | 6      | 4           | 0          |
| F. Elser       | 24            | 2             | 3             | 0             | 3                 | 0                 | 0                 | 0                 | 27       | 2      | 3           | 0          |
| H. Frantzen    | 0             | 0             | 0             | 0             | 1                 | 0                 | 0                 | 0                 | 1        | 0      | 0           | 0          |
| D. Grabotin    | 36            | 1             | 5             | 0             | 3                 | 0                 | 2                 | 0                 | 39       | 1      | 7           | 0          |
| R. Grünther    | 36            | 3             | 4             | 0             | 3                 | 1                 | 0                 | 0                 | 39       | 4      | 4           | 0          |
| M. Jansen      | 25            | 4             | 1             | 0             | 2                 | 0                 | 0                 | 0                 | 27       | 4      | 1           | 0          |
| J. Kau         | 0             | 0             | 0             | 0             | 0                 | 0                 | 0                 | 0                 | 0        | 0      | 0           | 0          |
| H. Kehr        | 17            | 1             | 2             | 0             | 3                 | 1                 | 0                 | 0                 | 20       | 2      | 2           | 0          |
| W. Malischke   | 0             | 0             | 0             | 0             | 0                 | 0                 | 0                 | 0                 | 0        | 0      | 0           | 0          |
| J. Montanes    | 35            | 0             | 3             | 0             | 4                 | 0                 | 1                 | 0                 | 39       | 0      | 4           | 0          |
| H. Neumann     | 0             | 0             | 0             | 0             | 0                 | 0                 | 0                 | 0                 | 0        | 0      | 0           | 0          |
| J. Nobis       | 0             | 0             | 0             | 0             | 0                 | 0                 | 0                 | 0                 | 0        | 0      | 0           | 0          |
| B. Olck        | 9             | 0             | 0             | 0             | 0                 | 0                 | 0                 | 0                 | 9        | 0      | 0           | 0          |
| D. Poqué       | 0             | 0             | 0             | 0             | 0                 | 0                 | 0                 | 0                 | 0        | 0      | 0           | 0          |
| N. Runge       | 16            | 2             | 1             | 0             | 4                 | 1                 | 0                 | 0                 | 20       | 3      | 1           | 0          |
| M. Schipper    | 35            | 4             | 5             | 0             | 4                 | 0                 | 0                 | 0                 | 39       | 4      | 5           | 0          |
| H. Schütt      | 0             | 0             | 0             | 0             | 0                 | 0                 | 0                 | 0                 | 0        | 0      | 0           | 0          |
| H. Sinnigen    | 11            | 2             | 0             | 0             | 2                 | 0                 | 0                 | 0                 | 13       | 2      | 0           | 0          |
| W. Thomas      | 29            | 1             | 5             | 2             | 2                 | 0                 | 1                 | 0                 | 31       | 1      | 6           | 2          |
| A. Wolf        | 32            | 5             | 1             | 0             | 4                 | 0                 | 1                 | 0                 | 36       | 5      | 2           | 0          |